# Tim LaHaye
Tim LaHaye ou Timothy Francis LaHaye, né le 27 avril 1926, et mort le 25 juillet 2016, est un pasteur chrétien baptiste et un écrivain.

## Biographie
Timothy Francis LaHaye est né le 27 avril 1926 à  Detroit, au Michigan; il est le fils de Frank LaHaye et Margaret LaHaye. La mort de son père quand il avait neuf ans l’a bouleversé, mais il a été encouragé par la parole d’un pasteur lors de l'enterrement qui a dit que lors du retour de Jésus-Christ, les croyants morts ressusciteraient. En 1944, il s'est enrôlé dans les United States Army Air Forces, après avoir terminé l'école du soir. En 1947, il a épousé Beverly Ratcliffe. Ensuite, il a étudié à la Bob Jones University et a obtenu un Bachelor of Arts en 1950 .

### Ministère
Son ministère de pasteur débute à Pumpkintown dans le comté de Pickens (Caroline du Sud) . En 1950, il a été pasteur d'une église baptiste à Minneapolis jusqu'en 1956. Après cela, il a déménagé à San Diego, où il a été pasteur de la Scott Memorial Baptist Church (maintenant appelée Shadow Mountain Community Church) de 1956 à 1981. En 1971, il a fondé le Christian Heritage College, maintenant connu sous le nom de San Diego Christian College. En 1972, il a aidé à établir l'Institute for Creation Research à El Cajon, avec Henry M. Morris. En 1976, il a écrit le livre L'acte conjugal: La beauté de l'amour sexuel avec sa femme Beverly. En 1977, il a obtenu un Doctorat en ministère du Western Seminary . En 1979, il a encouragé Jerry Falwell à fonder la Majorité morale et a siégé à son conseil d'administration. En 1995, il a débuté la série de 16 livres Les Survivants de l'Apocalypse avec l’écrivain Jerry B. Jenkins.

## Vie privée
LaHaye est décédé le 25 juillet 2016 des suites d'un accident vasculaire cérébral, à l'âge de 90 ans, dans la ville de San Diego .

## Distinctions
En 2005, il a été nommé l'un des 25 évangéliques les plus influents d'Amérique par le Time Magazine pour ses livres Les Survivants de l'Apocalypse . Il a reçu un Doctorat honoris causa en littérature de l’Université Liberty .

## Opinions
Son livre de fiction Mind Siege: The Battle for Truth in the New Millennium écrit avec David Noebel et publié en 2001, raconte une conspiration mondiale dans le but de changer les États-Unis en un pays socialiste, partisan d’un Gouvernement mondial. Parmi les responsables de cette conspiration, il y aurait: « Les Illuminatis, la Commission trilatérale, l’Union américaine pour les libertés civiles, la National Association for the Advancement of Colored People, l'Organisation nationale pour les femmes, Planned Parenthood, les principales chaînes de télévision, les grands journaux et magazines, le Département d'État, les principales fondations caritatives (Rockefeller, Carnegie, Ford), les Nations unies, l'aile gauche du Parti démocrate, l'Université Harvard, l’Université Yale et 2 000 autres collèges et universités » .

## Publications

### Romans
Les Survivants de l'Apocalypse: (avec Jerry B. Jenkins):
1. 1995, Left Behind : A Novel of the Earth's Last Days
2. 1996, Tribulation Force: The Continuing Drama of Those Left Behind
3. 1997, Nicolae: The Rise of Antichrist
4. 1998, Soul Harvest: The World Takes Sides
5. 1999, Apollyon: The Destroyer Is Unleashed
6. 1999, Assassins: Assignment: Jerusalem, Target: Antichrist
7. 2000, The Indwelling: The Beast Takes Possession
8. 2000, The Mark: The Beast Rules the World
9. 2001, Desecration: Antichrist Takes the Throne
10. 2002, The Remnant: On the Brink of Armageddon
11. 2003, Armageddon: The Cosmic Battle of the Ages
12. 2004, Glorious Appearing: The End of Days
13. 2007, Kingdom Come:  The Final Victory

Autres:
1. 2005, The Rising: Before They Were Left Behind
2. 2005, The Regime: Before They Were Left Behind
3. 2006, The Rapture

Left Behind: The Kids:
1. The Vanishings: Four Kids Face Earth's Last Days Together (1998)
2. Second Chance: The Search For Truth (1998)
3. Through the Flames: The Kids Risk Their Lives (1998)
4. Facing the Future: Preparing for Battle (1998)
5. Nicolae High: The Young Trib Force Goes Back to School (1999)
6. The Underground: The Young Trib Force Fights Back (1999, avec Chris Fabry)
7. Busted!: The Young Trib Force Faces Pressure (2000, avec Chris Fabry)
8. Death Strike: The Young Trib Force Faces War (2000, avec Chris Fabry)
9. The Search: The Struggle to Survive (2000, avec Chris Fabry)
10. On the Run: The Young Trib Force Faces Danger (2000)
11. Into the Storm: The Search for Secret Documents (2000, avec Chris Fabry)
12. Earthquake!: The Young Trib Force Faces Disaster (2000, avec Chris Fabry)
13. The Showdown: Behind Enemy Lines (2001, avec Chris Fabry)
14. Judgment Day: Into Raging Waters (2001, avec Chris Fabry)
15. Battling the Commander: The Hidden Cave (2001, avec Chris Fabry)
16. Fire from Heaven (2001, avec Chris Fabry)
17. Terror in the Stadium: Witnesses Under Fire (2001, avec Chris Fabry)
18. Darkening Skies: Judgment of Ice (2001, avec Chris Fabry)
19. Attack of Apollyon: Revenge of the Locusts (2002)
20. A Dangerous Plan: Race Against Time (2002, avec Chris Fabry)
21. Secrets of New Babylon: The Search for an Imposter (2002)
22. Escape from New Babylon: Discovering New Believers (2002, avec Chris Fabry)
23. Horsemen of Terror: The Unseen Judgment (2002, avec Chris Fabry)
24. Uplink from the Underground: Showtime for Vicki (2002, avec Chris Fabry)
25. Death at the Gala: History in the Making (2003, avec Chris Fabry)
26. The Beast Arises: Unveiling the Plan (2003, avec Chris Fabry)
27. Wildfire: Into the Great Tribulation (2003, avec Chris Fabry)
28. The Mark of the Beast: Dilemma in New Bablyon (2003, avec Chris Fabry)
29. Breakout!: Believers in Danger (2003)
30. Murder in the Holy Place: Carpathia's Deadly Deception (2003, avec Chris Fabry)
31. Escape to Masada: Joining Operation Eagle (2003, avec Chris Fabry)
32. War of the Dragon: Miracles in the Air (2003, avec Chris Fabry)
33. Attack on Petra: Through the Inferno (2004, avec Chris Fabry)
34. Bounty Hunters: Believers in the Crosshairs (2004, avec Chris Fabry)
35. The Rise of False Messiahs: Carpathia's Evil Tricks (2004)
36. Ominous Choices: The Race for Life (2004, avec Chris Fabry)
37. Heat Wave: Surviving the Fourth Bowl Judgment (2004, avec Chris Fabry)
38. The Perils of Love: Breaking Through the Darkness (2004, avec Chris Fabry)
39. The Road to War: Facing the Guillotine (2004, avec Chris Fabry)
40. Triumphant Return: The New Jerusalem (2004, avec Chris Fabry)

Babylon Rising
1. October 2003, Babylon Rising, avec Greg Dinallo
2. August 2004, The Secret on Ararat, avec Dr. Bob Phillips  (ISBN 0-553-80323-9)
3. September 2005, The Europa Conspiracy, avec Bob Phillips
4. August 29, 2006, The Edge of Darkness, avec Dr. Bob Phillips

The Jesus Chronicles (avec Jerry B. Jenkins)
1. John's Story: The Last Eyewitness (2006)
2. Mark's Story: The Gospel According to Peter (2007)
3. Luke's Story: By Faith Alone (2009)
4. Matthew's Story: From Sinner To Saint (2010)

The End series (avec Craig Parshall)
1. Edge of Apocalypse (2010)
2. Thunder of Heaven (2011)
3. Brink of Chaos (2012)
4. Mark of Evil (2014)

Autres nouvelles
- Come Spring (2005, avec Gregory S. Dinallo)
- Always Grace (2008, avec Gregory S. Dinallo)

### Bandes dessinées
Left Behind Graphic Novel series (avec Jerry B. Jenkins)
1. Left Behind: A Graphic Novel of Earth's Last Days (2001, avec Aaron Lopresti, Jeffrey Moy)
2. Tribulation Force: The Continuing Drama of Those Left Behind (2002, avec Brian Augustyn)

### Poèmes
- Our Favorite Verse (1986, avec Beverly LaHaye)

### Essais
Aide et conseils
- Spirit-Controlled Temperament (1966)
- How to Be Happy Though Married (1968)
- Transforming Your Temperament (1971)
- The Beginning of the End (1972)
- How To Win Over Depression (1974)
- Ten Steps to Victory Over Depression (1974)
- L'acte conjugal: La beauté de l'amour sexuel (1976, avec Beverly LaHaye)
- Opposites Attract (1977)
- Understand Your Man: Secrets of the Male Temperament (1977)
- Understanding the Male Temperament (1977)
- Six Keys to a Happy Marriage (1978)
- Spirit-Controlled Family Living (1978)
- The Unhappy Gays: What Everyone Should Know About Homosexuality (1978)
- Your Temperament Can Be Changed (1978)
- Anger Is a Choice (1982, avec Dr. Bob Phillips)
- How to Manage Pressure Before Pressure Manages You (1983)
- Increase Your Personality Power (1984)
- Practical Answers to Common Questions about Sex in Marriage (1984)
- The Coming Peace in the Middle East (1984)
- Your Temperament: Discover Its Potential (1984)
- What Lovemaking Means to a... series:
  1. What Lovemaking Means to a Woman: Practical Advice to Married Women about Sex (1984)
  2. What Lovemaking Means to a Man: Practical Advice to Married Men about Sex (1984)
- Sex Education is for the Family (1985)
- Why You Act the Way You Do (1987)
- Finding the Will of God in a Crazy, Mixed-Up World (1989)
- If Ministers Fall, Can They Be Restored? (1990)
- Our Life Together (1990, avec Richard Exley)
- I Love You, But Why Are We So Different?: Making the Most of Personality Differences in Your Marriage (1991)
- Raising Sexually Pure Kids: How to Prepare Your Children for The Act of Marriage (1993)
- Smart Money (1994, avec Jerry Tuma)
- The Spirit-Filled Family: Expanded for the Challenges of Today (1995, avec Beverly LaHaye)
- Gathering Lilies from Among the Thorns: Finding the Mate God Has for You (1998, avec Beverly LaHaye)
- The Power of the Cross (1998)
- The Act of Marriage After 40 (2000, avec Beverly LaHaye, Mike Yorkey)
- Soul Survivor series:
  1. Mind Siege: The Battle for Truth in the New Millennium (2000, avec David A. Noebel)
  2. All the Rave (2002, avec Bob DeMoss)
  3. The Last Dance (2002, avec Bob DeMoss)
  4. Black Friday (2003, avec Bob DeMoss)
- Perhaps Today: Living Everyday in the Light of Christ's Return (2001, avec Jerry B. Jenkins)
- The Transparent Leader: Spiritual Secrets of Nineteen Successful Men (2001, avec Dwight L. Johnson, Dean Nelson)
- Heart Attacked: How to Keep and Guard Your Heart for God (2002, avec Ed Hindson)
- Seduction of the Heart (2002, avec Ed Hindson)
- Embracing Eternity: Living Each Day avec a Heart Toward Heaven (2004, avec Jerry B. Jenkins, Frank M. Martin)
- Jesus and the Hope of His Coming (2004, avec Jerry B. Jenkins)
- Turn Your Life Around: Break Free from Your Past to a New and Better You (2006, avec Tim Clinton)
- The Essential Guide to Bible Prophecy: 13 Keys to Understanding the End Times (2012, avec Ed Hindson)
- A Quick Look at the Rapture and the Second Coming (2013)

Histoire
- Faith of Our Founding Fathers (1987)
- Hitler, God & the Bible (2012, avec Ray Comfort)

Politiques
- The Hidden Censors (1984)

Christianisme
- Revelation Unveiled (1973)
- Revelation: Illustrated and Made Plain (1973)
- How to Study the Bible for Yourself (1976)
- The Ark on Ararat (1976, avec John D. Morris)
- Life in the Afterlife: What Really Happens After Death? (1980)
- The Battle for the Mind/Family series:
  1. The Battle for the Mind (1980)
  2. The Battle for the Family (1981)
- The Battle for the Public Schools (1982)
- The Race for the 21st Century (1986)
- No Fear of the Storm: Why Christians Will Escape All the Tribulation, AKA Rapture Under Attack: Will Christians Escape the Tribulation?, AKA The Rapture: Who Will Face the Tribulation? (1992)
- Understanding Bible Prophecy for Yourself (1992)
- Jesus: Who Is He? (1996)
- Understanding the Last Days (1998)
- Bible Prophecy: What You Need to Know (1999)
- Are We Living in the End Times? (1999, avec Jerry B. Jenkins)
- Tim LaHaye Prophecy Study Bible (2000)
- The Complete Bible Prophecy Chart (2001, avec Thomas Ice)
- The Merciful God of Prophecy: His Loving Plan for You in the End Times (2002)
- End Times Controversy: The Second Coming Under Attack (2003)
- God Always Keeps His Promises (2003, avec Jerry B. Jenkins)
- The Promise of Heaven (2003, avec Jerry B. Jenkins)
- These Will Not Be Left Behind: Incredible Stories of Lives Transformed After Reading the Left Behind Novels (2003, avec Jerry B. Jenkins)
- A Kid's Guide to Understanding the End Times (2004, avec Jerry B. Jenkins, Chris Fabry)
- Jesus Is Coming Soon!: A Kid's Guide to Bible Prophecy and the End Times (2004, avec Jerry B. Jenkins)
- Why Believe in Jesus? (2004)
- The Authorized Left Behind Handbook (2005, avec Jerry B. Jenkins, Sandi L. Swanson)
- The Best Christmas Gift (2005, avec Greg Dinallo, Gregory S. Dinallo)
- A Party of Two: The Dating, Marriage, and Family Guide, AKA Party of Two: Lessons for Staying in Step in Dating, Marriage, and Family Life (2006, avec Beverly LaHaye)
- The Popular Bible Prophecy Workbook: An Interactive Guide to Understanding the End Times (2006, avec Ed Hindson)
- Global Warning: Are We on the Brink of World War III? (2007, avec Ed Hindson)
- The Popular Bible Prophecy Commentary: Understanding the Meaning of Every Prophetic Passage (2007, avec Ed Hindson)
- Jesus: Why the World Is Still Fascinated by Him (2009)
- The Book of Revelation Made Clear: A Down-to-Earth Guide to Understanding the Most Mysterious Book of the Bible (2014, avec Timothy E. Parker)
- Target Israel: Caught in the Crosshairs of the End Times (2015, avec Ed Hindson)
- Bible Prophecy for Everyone: What You Need to Know About the End Times (2016)
- Who Will Face the Tribulation?: How to Prepare for the Rapture and Christ's Return (2016)